# Crepidospermum rhoifolium
Crepidospermum rhoifolium är en tvåhjärtbladig växtart som först beskrevs av George Bentham, och fick sitt nu gällande namn av Triana & Planch.. Crepidospermum rhoifolium ingår i släktet Crepidospermum och familjen Burseraceae. Inga underarter finns listade i Catalogue of Life.